# گینس (فیلم)
گینس فیلم کمدی ایرانی به کارگردانی محسن تنابنده و تهیه‌کنندگی سعید ملکان، نویسندگی احمد رفیع‌زاده محصول ١٣٩۴ است. 

## بازیگران
- رضا عطاران
- محسن تنابنده
- حسین اسکندری
- هومن حاجی عبدالهی
- جمال اجلالی
- علیرضا استادی
- پروین ملکی

## خلاصه داستان
سه برادر (رضا عطاران، محسن تنابنده و حسین اسکندری) که در یک مزرعه شترمرغ کار می کنند، تصمیم می گیرند تا کار بزرگی انجام داده و نام یکی از شترمرغ ها را در کتاب رکوردهای گینس ثبت کنند که در ادامه اتفاقات مختلفی برای آنها به همراه دارد و....

## عوامل
- محسن تنابنده (کارگردان)
- سعید ملکان (تهیه کننده)
- محسن تنابنده و احمد رفیع‌زاده (نویسنده)
- آریا عظیمی‌نژاد (موسیقی)
- مهدی حسینی‌وند (تدوین)
- مرتضی غفوری و محمدرضا سکوت (فیلم‌برداری)